# Liga Nacional de Honduras 2025-2026
La Liga Nacional 2025-2026, nota anche come Liga Hondubet 2025-2026 per ragioni di sponsorizzazione, è la 60ª edizione della massima serie del campionato di calcio honduregno. Il campionato è iniziato il 19 luglio 2025 e si concluderà nel maggio 2026.
La stagione è divisa in due tornei separati, l'Apertura 2025 e il Clausura 2026, con lo stesso formato e le stesse squadre partecipanti, che decreteranno due campioni nazionali. 

## Stagione

### Novità
Inizialmente il campionato avrebbe dovuto prevedere un'espansione a 12 squadre, ma a causa della mancanza di fondi e di club con le licenze necessarie la federazione calcistica ha deciso di mantenere le 10 squadre anche per l'edizione 2025-2026.
Dall'edizione precedente è retrocesso il Real Sociedad, ultimo nella classifica aggregata, mentre dalla Liga de Ascenso è stato promosso il Choloma, primo classificato. In aggiunta il Deportivo Génesis si è fuso con il Policía Nacional F.C., squadra della Liga de Ascenso, iscrivendosi al campionato con il nome di Génesis PN FC.

### Formula
Per ogni periodo (Apertura e Clausura), le 10 squadre partecipanti giocano un girone di andata e ritorno, per un totale di 18 giornate. Al termine della stagione regolare, le prime sei classificate si qualificano per la seconda fase, nelle quali vengono divise in due gironi, ognuno da 3 squadre, che giocano andata e ritorno, per un totale di 4 ulteriori giornate. Le vincenti dei due gironi si qualificano per la finale, che decreta la squadra campione del periodo.
Le vincenti dei due periodi, insieme con la squadra non campione con il miglior punteggio totale, si qualificano per la CONCACAF Central American Cup 2026. L'ultima classificata della classifica aggregata viene invece retrocessa in Liga de Ascenso.

## Squadre partecipanti
| Club          | Città          | Stagione precedente                              |
| ------------- | -------------- | ------------------------------------------------ |
| Choloma       | Choloma        | Liga de Ascenso                                  |
| Génesis PN FC | Comayagua      | Primo turno di Apertura; primo turno di Clausura |
| Juticalpa     | Juticalpa      | 9° in Apertura; 10° in Clausura                  |
| Lobos UPNFM   | Tegucigalpa    | 7° in Apertura; 8° in Clausura                   |
| Olancho       | Juticalpa      | Semifinali di Apertura; 7° in Clausura           |
| Olimpia       | Tegucigalpa    | Finale di Apertura; campione di Clausura         |
| Marathón      | San Pedro Sula | Primo turno di Apertura; primo turno di Clausura |
| Motagua       | Tegucigalpa    | Campione di Apertura; semifinali di Clausura     |
| Real España   | San Pedro Sula | Semifinali di Apertura; finale di Clausura       |
| Victoria      | La Ceiba       | 8° in Apertura; semifinali di Clausura           |

## Apertura

### Stagione regolare
|  | Pos. | Squadra       | Pt | G | V | N | P | GF | GS | DR |
|  | ---- | ------------- | -- | - | - | - | - | -- | -- | -- |
|  | 1.   | Choloma       | 0  | 0 | 0 | 0 | 0 | 0  | 0  | 0  |
|  | 2.   | Génesis PN FC | 0  | 0 | 0 | 0 | 0 | 0  | 0  | 0  |
|  | 3.   | Juticalpa     | 0  | 0 | 0 | 0 | 0 | 0  | 0  | 0  |
|  | 4.   | Lobos UPNFM   | 0  | 0 | 0 | 0 | 0 | 0  | 0  | 0  |
|  | 5.   | Olancho       | 0  | 0 | 0 | 0 | 0 | 0  | 0  | 0  |
|  | 6.   | Olimpia       | 0  | 0 | 0 | 0 | 0 | 0  | 0  | 0  |
|  | 7.   | Marathón      | 0  | 0 | 0 | 0 | 0 | 0  | 0  | 0  |
|  | 8.   | Motagua       | 0  | 0 | 0 | 0 | 0 | 0  | 0  | 0  |
|  | 9.   | Real España   | 0  | 0 | 0 | 0 | 0 | 0  | 0  | 0  |
|  | 10.  | Victoria      | 0  | 0 | 0 | 0 | 0 | 0  | 0  | 0  |

Legenda:
      Qualificata ai play-off.

## Clausura
|  | Pos. | Squadra       | Pt | G | V | N | P | GF | GS | DR |
|  | ---- | ------------- | -- | - | - | - | - | -- | -- | -- |
|  | 1.   | Choloma       | 0  | 0 | 0 | 0 | 0 | 0  | 0  | 0  |
|  | 2.   | Génesis PN FC | 0  | 0 | 0 | 0 | 0 | 0  | 0  | 0  |
|  | 3.   | Juticalpa     | 0  | 0 | 0 | 0 | 0 | 0  | 0  | 0  |
|  | 4.   | Lobos UPNFM   | 0  | 0 | 0 | 0 | 0 | 0  | 0  | 0  |
|  | 5.   | Olancho       | 0  | 0 | 0 | 0 | 0 | 0  | 0  | 0  |
|  | 6.   | Olimpia       | 0  | 0 | 0 | 0 | 0 | 0  | 0  | 0  |
|  | 7.   | Marathón      | 0  | 0 | 0 | 0 | 0 | 0  | 0  | 0  |
|  | 8.   | Motagua       | 0  | 0 | 0 | 0 | 0 | 0  | 0  | 0  |
|  | 9.   | Real España   | 0  | 0 | 0 | 0 | 0 | 0  | 0  | 0  |
|  | 10.  | Victoria      | 0  | 0 | 0 | 0 | 0 | 0  | 0  | 0  |

Legenda:
      Qualificata ai play-off.